# Чемпіонат Європи з боротьби 2013
 Чемпіонат Європи з боротьби 2013 року  пройшов у Тбілісі (Грузія) з 19 по 24 березня. 

## Медалісти

### Вільна боротьба
| Категорія | Золото               | Срібло            | Бронза                 |
| --------- | -------------------- | ----------------- | ---------------------- |
| 55 кг     | Георгій Едішерашвілі | Владислав Андрєєв | Сезар Акгюль           |
| 55 кг     | Георгій Едішерашвілі | Владислав Андрєєв | Яшар Алієв             |
| 60 кг     | Опан Сат             | Владімір Дубов    | Володимир Хінчегашвілі |
| 60 кг     | Опан Сат             | Владімір Дубов    | Тім Шляйхер            |
| 66 кг     | Давид Сафарян        | Якуп Гьор         | Олександр Контоєв      |
| 66 кг     | Давид Сафарян        | Якуп Гьор         | Ільяс Бекбулатов       |
| 74 кг     | Аніуар Гедуєв        | Габор Хатош       | Гія Чихладзе           |
| 74 кг     | Аніуар Гедуєв        | Габор Хатош       | Леонід Базан           |
| 84 кг     | Дато Марсагішвілі    | Муса Муртазалієв  | Ібрагім Алдатов        |
| 84 кг     | Дато Марсагішвілі    | Муса Муртазалієв  | Анзор Урішев           |
| 96 кг     | Павло Олійник        | Каміл Скаскевич   | Любен Ілієв            |
| 96 кг     | Павло Олійник        | Каміл Скаскевич   | Владислав Байцаєв      |
| 120 кг    | Таха Акгюл           | Ален Засєєв       | Джамаладдін Магомедов  |
| 120 кг    | Таха Акгюл           | Ален Засєєв       | Гено Петріашвілі       |

### Греко-римська боротьба
| категорія | Золото          | Срібло             | Бронза           |
| --------- | --------------- | ------------------ | ---------------- |
| 55 кг     | Ельбек Тожієв   | Ельчин Алієв       | Бекхан Манкієв   |
| 55 кг     | Ельбек Тожієв   | Ельчин Алієв       | Фатіх Уцунцу     |
| 60 кг     | Іво Ангелов     | Іван Куйлаков      | Камран Мамедов   |
| 60 кг     | Іво Ангелов     | Іван Куйлаков      | Іштван Левай     |
| 66 кг     | Лорінц Тамаш    | Адам Курак         | Гасан Алієв      |
| 66 кг     | Лорінц Тамаш    | Адам Курак         | Артак Маргарян   |
| 74 кг     | Роман Власов    | Зурабі Датунашвілі | Божо Старчевич   |
| 74 кг     | Роман Власов    | Зурабі Датунашвілі | Явор Янакієв     |
| 84 кг     | Олексій Мішин   | Владімер Гедешидзе | Артур Шагінян    |
| 84 кг     | Олексій Мішин   | Владімер Гедешидзе | Ненад Жугай      |
| 96 кг     | Артур Алексанян | Владислав Мефодієв | Мелонін Ноумонві |
| 96 кг     | Артур Алексанян | Владислав Мефодієв | Дженк Ільдем     |
| 120 кг    | Риза Каяалп     | Євген Орлов        | Вачик Єгіазарян  |
| 120 кг    | Риза Каяалп     | Євген Орлов        | Гурам Ферселідзе |

### Жіноча боротьба
| Категорія | Золото               | Срібло            | Бронза               |
| --------- | -------------------- | ----------------- | -------------------- |
| 48 кг     | Валерія Чепсаракова  | Яна Стадник       | Жаклін Шеллін        |
| 48 кг     | Валерія Чепсаракова  | Яна Стадник       | Патімат Багомедова   |
| 51 кг     | Роксана Засіна       | Юлія Благиня      | Катерина Краснова    |
| 51 кг     | Роксана Засіна       | Юлія Благиня      | Тійна Ілінен         |
| 55 кг     | Софія Маттссон       | Марія Преволаракі | Ірина Гусяк          |
| 55 кг     | Софія Маттссон       | Марія Преволаракі | Емеше Барка          |
| 59 кг     | Анастасія Гучок      | Жаргалма Циренова | Тетяна Лавренчук     |
| 59 кг     | Анастасія Гучок      | Жаргалма Циренова | Хафізе Шахін         |
| 63 кг     | Анастасія Григор'єва | Моніка Михалик    | Анна Бєляєва         |
| 63 кг     | Анастасія Григор'єва | Моніка Михалик    | Ганна Василенко      |
| 67 кг     | Аліна Стадник-Махиня | Ілана Кратиш      | Аліне Фоккен         |
| 67 кг     | Аліна Стадник-Махиня | Ілана Кратиш      | Світлана Бабушкіна   |
| 72 кг     | Наталія Воробйова    | Майдер Унда       | Василіса Марзалюк    |
| 72 кг     | Наталія Воробйова    | Майдер Унда       | Катерина Бурмістрова |

## Розподіл нагород
| Місце  | Країна          | Золото | Срібло | Бронза | Загалом |
| ------ | --------------- | ------ | ------ | ------ | ------- |
| 1      | Росія           | 6      | 3      | 6      | 15      |
| 2      | Україна         | 2      | 2      | 8      | 11      |
| 3      | Грузія          | 2      | 2      | 3      | 7       |
| 4      | Туреччина       | 2      | 1      | 4      | 7       |
| 5      | Вірменія        | 2      | 1      | 2      | 5       |
| 5      | Білорусь        | 2      | 1      | 2      | 5       |
| 7      | Болгарія        | 1      | 2      | 3      | 6       |
| 8      | Польща          | 1      | 2      | 0      | 3       |
| 9      | Угорщина        | 1      | 1      | 1      | 3       |
| 10     | Латвія          | 1      | 0      | 0      | 1       |
| 10     | Швеція          | 1      | 0      | 0      | 1       |
| 12     | Азербайджан     | 0      | 1      | 6      | 7       |
| 13     | Греція          | 0      | 1      | 0      | 1       |
| 13     | Ізраїль         | 0      | 1      | 0      | 1       |
| 13     | Румунія         | 0      | 1      | 0      | 1       |
| 13     | Іспанія         | 0      | 1      | 0      | 1       |
| 13     | Велика Британія | 0      | 1      | 0      | 1       |
| 18     | Німеччина       | 0      | 0      | 3      | 3       |
| 19     | Хорватія        | 0      | 0      | 2      | 2       |
| 19     | Франція         | 0      | 0      | 2      | 2       |
| 21     | Словаччина      | 0      | 0      | 1      | 1       |
| Всього | Всього          | 21     | 21     | 42     | 84      |

## Рейтинг збірних
| Місце | Вільна боротьба (чоловіки) | Вільна боротьба (чоловіки) | Греко-римська боротьба (чоловіки) | Греко-римська боротьба (чоловіки) | Вільна боротьба (жінки) | Вільна боротьба (жінки) |
| Місце | Команда                    | Очки                       | Команда                           | Очки                              | Команда                 | Очки                    |
| ----- | -------------------------- | -------------------------- | --------------------------------- | --------------------------------- | ----------------------- | ----------------------- |
| 1     | Росія                      | 52                         | Росія                             | 51                                | Україна                 | 52                      |
| 2     | Грузія                     | 43                         | Болгарія                          | 45                                | Росія                   | 48                      |
| 3     | Україна                    | 41                         | Грузія                            | 40                                | Польща                  | 43                      |
| 4     | Туреччина                  | 33                         | Азербайджан                       | 37                                | Німеччина               | 31                      |
| 5     | Болгарія                   | 33                         | Туреччина                         | 36                                | Болгарія                | 24                      |
| 6     | Вірменія                   | 29                         | Вірменія                          | 31                                | Азербайджан             | 23                      |
| 7     | Азербайджан                | 27                         | Білорусь                          | 28                                | Туреччина               | 23                      |
| 8     | Білорусь                   | 24                         | Україна                           | 24                                | Білорусь                | 21                      |
| 9     | Молдова                    | 21                         | Франція                           | 17                                | Румунія                 | 19                      |
| 10    | Німеччина                  | 19                         | Німеччина                         | 17                                | Іспанія                 | 15                      |